# Cortafuegos (forestal)

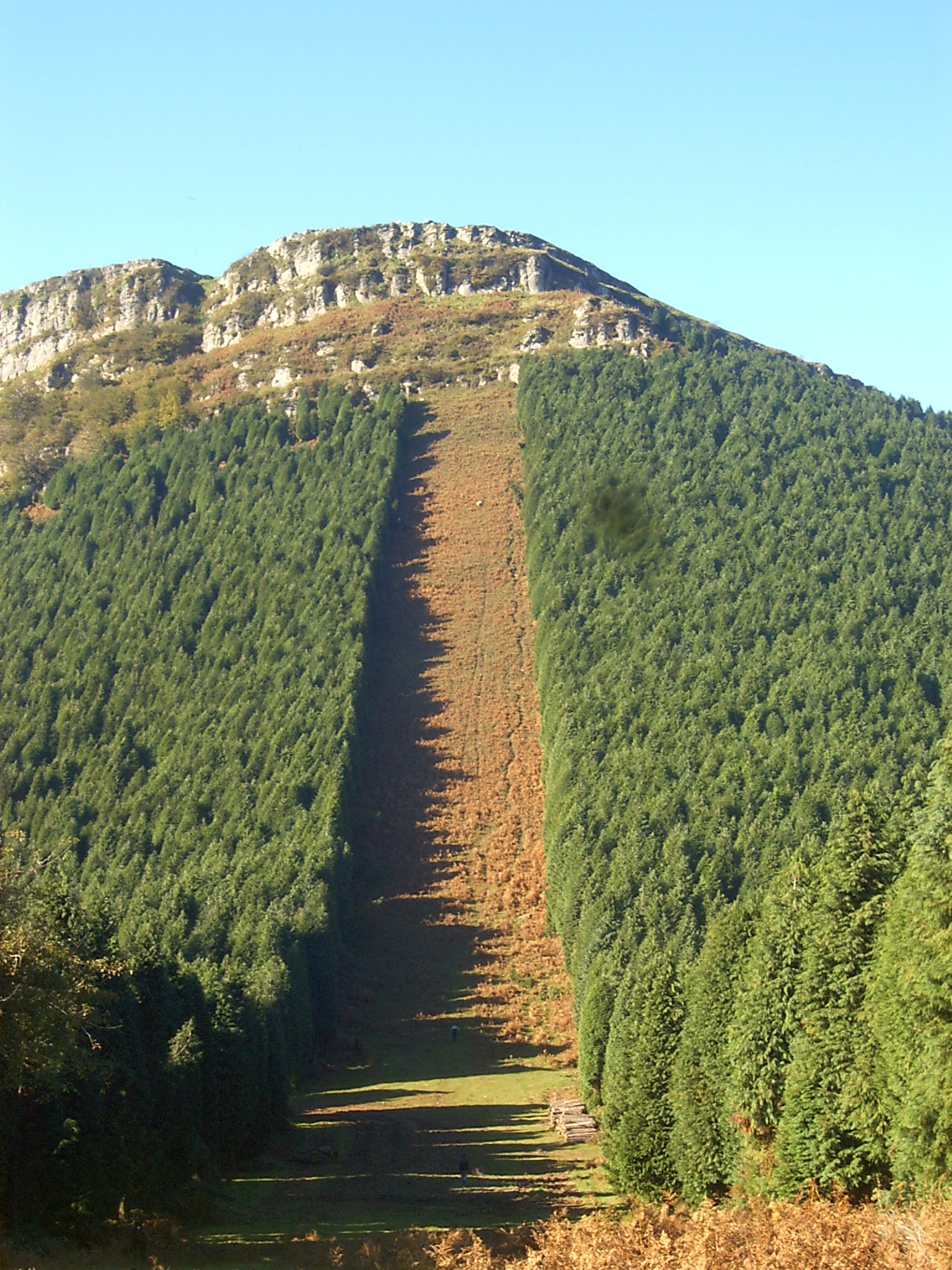
Un cortafuegos en España.

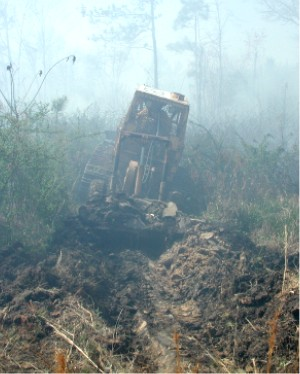
Creación de un cortafuegos en Carolina del Sur (Estados Unidos).

Un cortafuegos es un espacio de terreno que no posee ningún tipo de combustible, de esta forma los incendios forestales no se pueden esparcir.
Existen cortafuegos naturales, artificiales o creados. Los naturales son simplemente un terreno con escaso o ningún tipo de vegetación, como los ríos; los artificiales pueden ser carreteras; y los creados son hechos por los bomberos durante el incendio, deforestando el área seleccionada.